# Mrkanac
Mrkanac je hrid u blizini Cavtata i pripada Cavtatskim otocima. Hrid je potpuno gola, bez tragova kopnene flore.
Površina hridi iznosi 2523 m2, a iz mora se uzdiže 6 metara.
Hrid je dio ornitološkog rezervata galeba klaukavca.

## Vanjske poveznice
- Fotografije hridi Mrkanac  Arhivirana inačica izvorne stranice od 8. studenoga 2023. (Wayback Machine) (ciopa.hr)